# Homobon de Crémone
Homobon de Crémone ou Homobon Tucenghi (en latin Homobonus), né au début du XIIe siècle à Crémone en Italie et mort dans la même ville en 1197, est un tailleur et marchand reconnu saint par l'Église catholique. Il est le patron des tailleurs et fêté le 13 novembre. Homobon n'est pas son nom, mais seulement son surnom, qui signifie « brave homme ». 

## Biographie
Il était marié, et pensait que Dieu lui avait permis de travailler afin qu'il puisse aider les autres dans le besoin.
Homobon avait hérité de son père, un tailleur et un marchand prospère. Il exerçait son métier avec une scrupuleuse honnêteté et pratiquait régulièrement l'aumône aux pauvres, même si sa femme lui en faisait le reproche, à en croire l’auteur de la Vita Sancti Homoboni.
Tous les jours, il se rendait à la Messe pour y recevoir l'Eucharistie. En attendant le début de l'office, il se prosternait devant la croix.

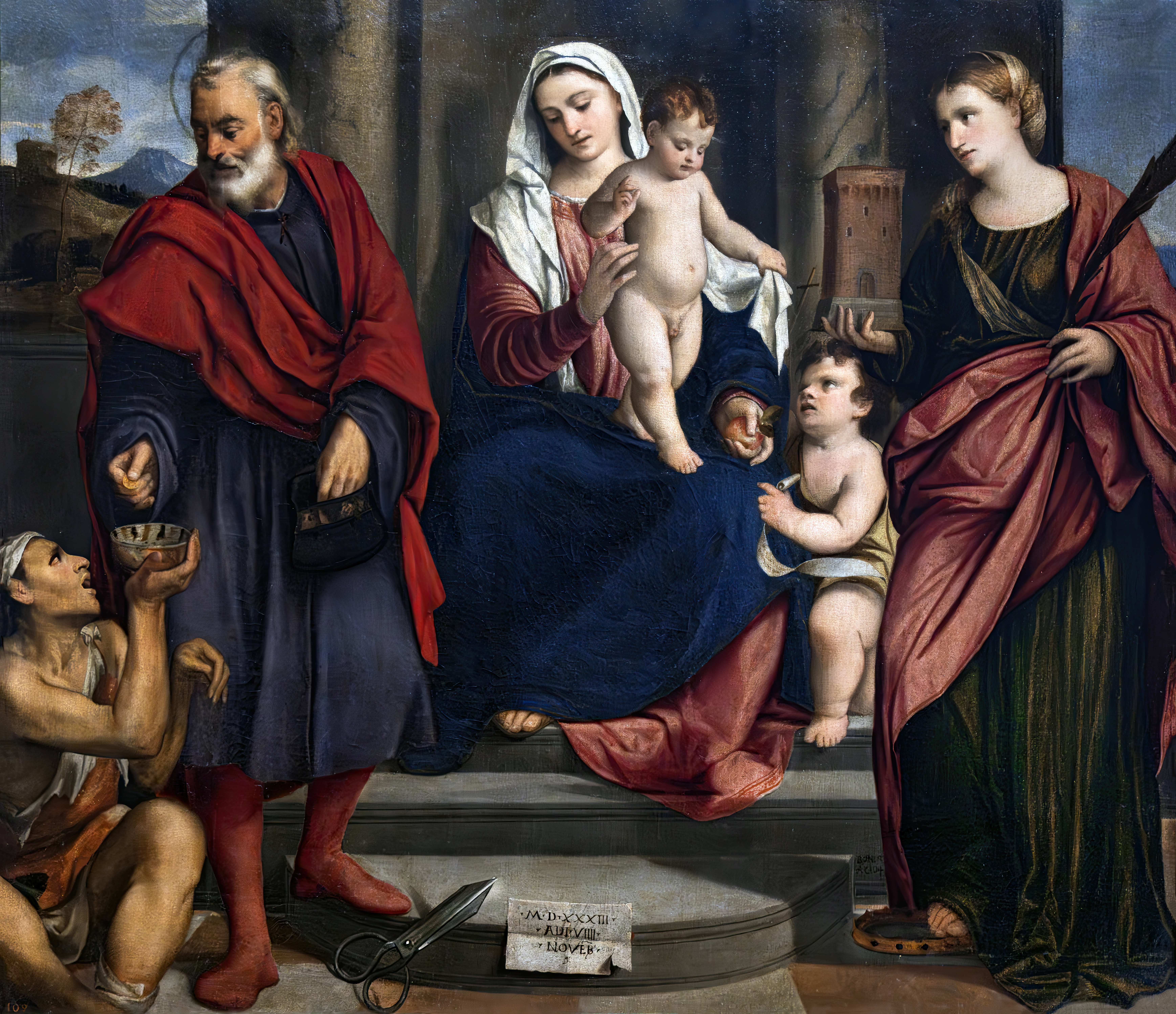
St Homobon et les ciseaux des tailleurs d'après Véronèse.

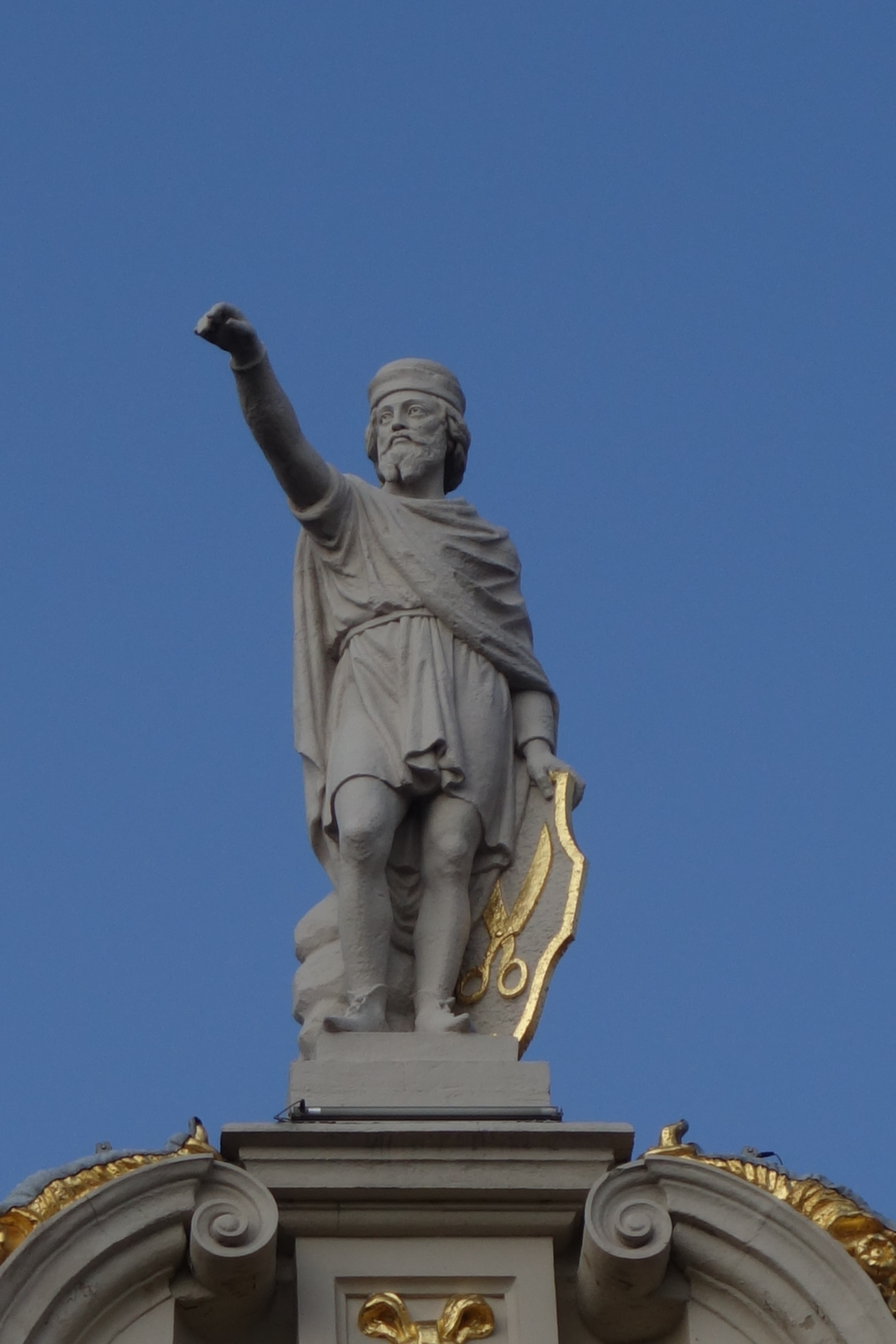
Saint Homobon de Crémone surmontant la maison de la Chaloupe d'Or ou Maison des tailleurs sur la Grand-Place de Bruxelles, par le sculpteur Pierre Van Dievoet, 1697.

Il mourut le 13 novembre 1197, en méditation devant le crucifix de l'église St-Gilles où il allait prier quotidiennement. Deux ans seulement plus tard, le pape Innocent III le canonisait, à la demande pressante des habitants de Crémone qui le considéraient comme Père des Pauvres, Consolateur des affligés, Homme de paix. Il est un modèle de saint laïc.
C'est à l'occasion de la bulle de canonisation d'Homobon que le pape Innocent III écrit : « Deux choses sont requises pour que quelqu'un puisse être réputé saint : la vertu des mœurs et la vérité des signes, c'est-à-dire les œuvres de piété dans la vie et les manifestations des miracles après la mort. »
L'église Sant'Omobono, à Rome, lui est dédiée (cf. aire de Sant'Omobono).
À Bruxelles[réf. souhaitée], sa statue, œuvre du sculpteur Pierre van Dievoet, orne toujours la maison de la Chaloupe d'Or ou Maison des tailleurs sur la Grand-Place, d'où il tend le bras au-dessus des passants en signe de bénédiction.
Dans une lettre en date du 24 juin 1997, adressée à Mgr Giulio Nicolini, évêque de Crémone, le pape Jean-Paul II dit de lui : « Huit siècles plus tard, la figure de saint Homobon continue à vivre dans la mémoire et dans le cœur de l'église et de la ville de Crémone ».

## Vénération
On peut observer la récente recrudescence, aux États-Unis, de la vénération envers saint Homobon. En tant que saint patron des travailleurs et des hommes d'affaires, des statuettes et des images pieuses lui sont dédiées et distribuées dans le monde du travail. Une prière y est inscrite : « Saint Homobon, je vous prie pour que vous m'accordiez votre divine assistance dans mon milieu de travail. Que mes supérieurs me remarquent et m'accordent une promotion. Protégez-moi de la relégation à un poste subalterne, et du scandale. Amen. »